# Зелёный пояс Европы
Зелёный пояс Европы — движение за сохранение природы и устойчивое развитие в районе бывшего «Железного занавеса». Данный термин обозначает как экологическую инициативу, так и местность, к которой он относится. Эта инициатива осуществляется под патронажем Международного союза охраны природы (IUCN) и Михаила Горбачёва. Целью инициативы является создание основы экологической сети, проходящей от Баренцева до Чёрного и Адриатического морей. Зелёный пояс Европы следует по маршруту бывшего «Железного занавеса» и объединяет национальные парки, природные парки, биосферные заповедники и трансграничные охраняемые районы, а также незащищённые ценные места обитания вдоль или поперёк (бывших) границ.

## Фон
В 1970 году спутниковые снимки показали тёмно-зелёный пояс старых лесов на советско-финской границе. В начале 1980-х годов биологи обнаружили, что внутренняя германская пограничная зона между Баварией на западе и Тюрингией на востоке была убежищем для нескольких редких видов птиц, которые покинули интенсивно использовавшиеся области, охватывавшие большую часть Центральной Европы. Смысл этого наблюдения состоял в том, что отрицательное воздействие человека на окружающую среду меньше в таких пограничных зонах потому, что они закрыты для публичного доступа и, таким образом, сравнительно редко разрушаются в результате деятельности человека.
После окончания «Холодной войны» в конце 1980-х годов строгий пограничный режим был снят и пограничные зоны стали постепенно открываться, начиная с объединения Германии в 1990 году и продолжаясь последовательной интеграцией новых государств-членов Шенгенского соглашения как части процесса расширения Европейского союза. В то же время крупные военные объекты, такие как полигоны и военные научно-исследовательские учреждения, находившиеся внутри или около пограничных зон, были закрыты. В большинстве случаев было неясно, кому принадлежало имущество на этих землях, и, следовательно, какой будет судьба ценных ландшафтов. На этом фоне сформировалась инициатива сохранения зелёного пояса с целью охраны природных богатств вдоль бывшего «Железного занавеса».

## Маршрут
Маршрут Зелёного пояса следует по границам, которые во второй половине XX века разделили страны Восточного блока и демократические страны. Он разделён на три региональные секции:
- Зелёный пояс Фенноскандии: Норвегия, Финляндия, Россия, Эстония, Литва, Латвия;
- Центрально-европейский Зелёный пояс: Польша, Германия, Чехия, Словакия, Австрия, Венгрия, Словения, Хорватия, Италия;
- Балканский (Юго-восточный) европейский Зелёный пояс: Сербия, Черногория, Болгария, Румыния, Македония, Албания, Греция, Турция.

## История
Исторической отправной точкой данной инициативы является Резолюция о Зелёном поясе (Германия), принятая в декабре 1989 года — через месяц после падения Берлинской стены. Этот документ был сформулирован и подписан более чем 300 экологами из Германской Демократической Республики и Федеративной Республики Германия, инициировавшими первые проекты, направленные на сохранение внутренней германской границы. После первых успехов эта идея была выведена на общеевропейский уровень. После первой конференции, посвящённой Зелёному поясу Европы, проведённой в 2003 году, было принято решение о создании совместной рабочей группы с IUCN в качестве её общего координатора; IUCN совместно с венгерским национальным парком Фертё-Ханшаг организовал первое совещание рабочей группы, состоявшееся 9-12 сентября 2004 года. Впоследствии рабочая группа, совместно с заинтересованными сторонами из Зелёного пояса, разработала Рабочую программу и предложила, чтобы в каждой стране Зелёного пояса были её представители, официально назначенные национальными координаторами Зелёного пояса соответствующими национальными министерствами охраны окружающей среды. Меморандум о взаимопонимании с целью совместной защиты Зелёного пояса в Фенноскандии был подписан министрами по охране окружающей среды России, Финляндии и Норвегии в 2010 году.

## Организационная структура
Сеть данной инициативы состоит из официальных представителей в трёх вышеназванных регионах (региональных координаторов) и в каждой стране (национальных координаторов), назначенных на первом заседании Зелёного пояса Европы в 2003 году:
- Зелёный пояс Фенноскандии: Ассоциация заповедников и национальных парков Северо-Запада России / Балтийский фонд природы;
- Центрально-европейский Зелёный пояс: Союз охраны природы Баварии / «Друзья германской земли»;
- Балканский (Юго-восточный) европейский Зелёный пояс: «Euronatur».

Реализация взглядов Зелёного пояса в регионах осуществляется несколькими сотнями заинтересованных лиц из организаций по охране природы и устойчивому развитию, вносящими свой вклад либо на проектной, либо на добровольной основе.

## Экологическое значение
Наблюдения биологов показали на многочисленных примерах, что военное присутствие вдоль линии границы привело к сохранению дикой природы:
- Запрет распыления пестицидов сохранил множество редких насекомых;
- Поддержание растительности в разрезанном виде так, чтобы пограничники могли легко видеть от края до края, остановило превращение областей в сплошной лес и, таким образом, сохранило дикую природу, нуждающуюся в открытых землях;
- В лесной части этого пояса на границе между Баварией и Чехословакией, после снятия пограничного барьера, лесные олени по-прежнему отказываются пересекать границу;
- Воронки от минных взрывов стали прудами с дикой природой;
- На границе Болгарии и Греции существует множество гнёзд могильника;
- В районе, где река Драва является границей между Венгрией и Хорватией, взаимное недоверие помешало работам по благоустройству реки, и, таким образом, и сама река, и её берега сохранили своё естественное состояние, в том числе созданные рекой песчаные скалы, где гнездятся береговые ласточки. Драва делает излучины, оставляя множество частей территории каждого государства на противоположной стороне реки, и эти области не возделывались и стали районами обитания дикой природы;
- Ограничение доступа к побережью Мекленбурга, чтобы помешать людям пересекать эту область на лодке или посредством плавания, способствовало сохранению прибрежной дикой природы.

## Культурное значение
Было предложено развивать не только природное, но и культурное наследие советского периода: последовала идея связать многочисленные исторические инициативы, инсталляции, проекты и реликты Зелёного пояса с природным наследием, чтобы превратить Зелёный пояс Европы в живой исторический памятник «Холодной войне» XX века.
В контексте Европейского зелёного пояса, культурное наследие уже оценено и/или развито в нескольких местах:
- На германской горе Брокен бывший путь пограничного патруля был превращён в пешеходный маршрут «Пограничный путь Гарца»[9];
- В словенском природном парке «Goricko» на пограничных камнях установлены информационные таблички, рассказывающие посетителям историю «Железного занавеса» и связанную с ней природную значимость этого места;
- Бывшее военное присутствие вдоль латышского Зелёного пояса было оценено и собрано в базу данных и карт для посетителей, включая почти 100 историй современников[10].